# Delta Cephei
Delta Cephei (δ Cephei) es la cuarta estrella en magnitud aparente de la constelación Cefeo. Es el prototipo de estrella variable Cefeida, estrellas que se conocen como simplemente 'cefeidas' y que toman su nombre de ésta. Fue la segunda de este tipo en ser descubierta (tras Eta Aquilae) y la que más cerca se encuentra del Sol.
John Goodricke observó ya la variabilidad de esta estrella en 1784, cuyo brillo oscila con precisión con un periodo de 5 días 8 horas 47 minutos y 32 segundos. Es una de las pocas estrellas variables cuyo cambio de brillo (entre las magnitudes 3,5 y 4,3) puede apreciarse a simple vista, sin ayuda de instrumentos.
Delta Cephei tiene dos estrellas compañeras de 7.ª y 13.ª magnitud respectivamente, con la primera de las cuales (situada a 41 segundos de arco) se cree que forma una pareja física. Ambas están rodeadas por una nebulosa sólo visible en el infrarrojo, con un tamaño de 21 000 UA y un aspecto que recuerda a una onda de choque,  originada por la pérdida de masa de esta estrella.
El estudio de las estrellas variables del tipo de Delta Cephei (cefeidas) realizados de preferencia por la astrónoma Henrietta Swan Leavitt, quien fue pionera en este campo de investigación, ha proporcionado a los astrónomos actuales valiosa información, principalmente para la medición de distancias astronómicas. Desde el año 2008, la "relación periodo-luminosidad" encontrada por esta formidable astrónoma, ha recibido el nombre de "Ley de Leavitt".

## Descubrimiento

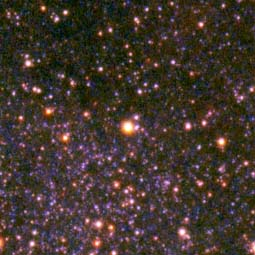
Imagen de Delta Cephei, en el centro

Delta Cephei fue descubierta como variable por John Goodricke durante 1784. Describe su primera observación el 19 de octubre de 1784, seguida de una serie regular de observaciones la mayoría de las noches hasta el 28 de diciembre. Se realizaron más observaciones durante la primera mitad de 1785, la variabilidad se describió en una carta fechada el 28 de junio de 1785, y se publicó formalmente el 1 de enero de 1786. Se trataba de la segunda estrella variable de este tipo, ya que eta Aquilae había sido descubierta apenas unas semanas antes, el 10 de septiembre de 1784.

## Propiedades
Además de ser el prototipo de la clase de estrellas variables cefeidas, Delta Cephei se encuentra entre las estrellas de este tipo de variables más cercanas al Sol, ya que sólo Polaris está más cerca. Su variabilidad está causada por pulsaciones regulares en las capas externas de la estrella. Varía de magnitud 3,48 a 4,37, y su clasificación estelar también varía, desde aproximadamente F5 a G3. El período de pulsación es de 5,366249 días, con un aumento hasta el máximo que se produce más rápido que el posterior descenso hasta el mínimo.

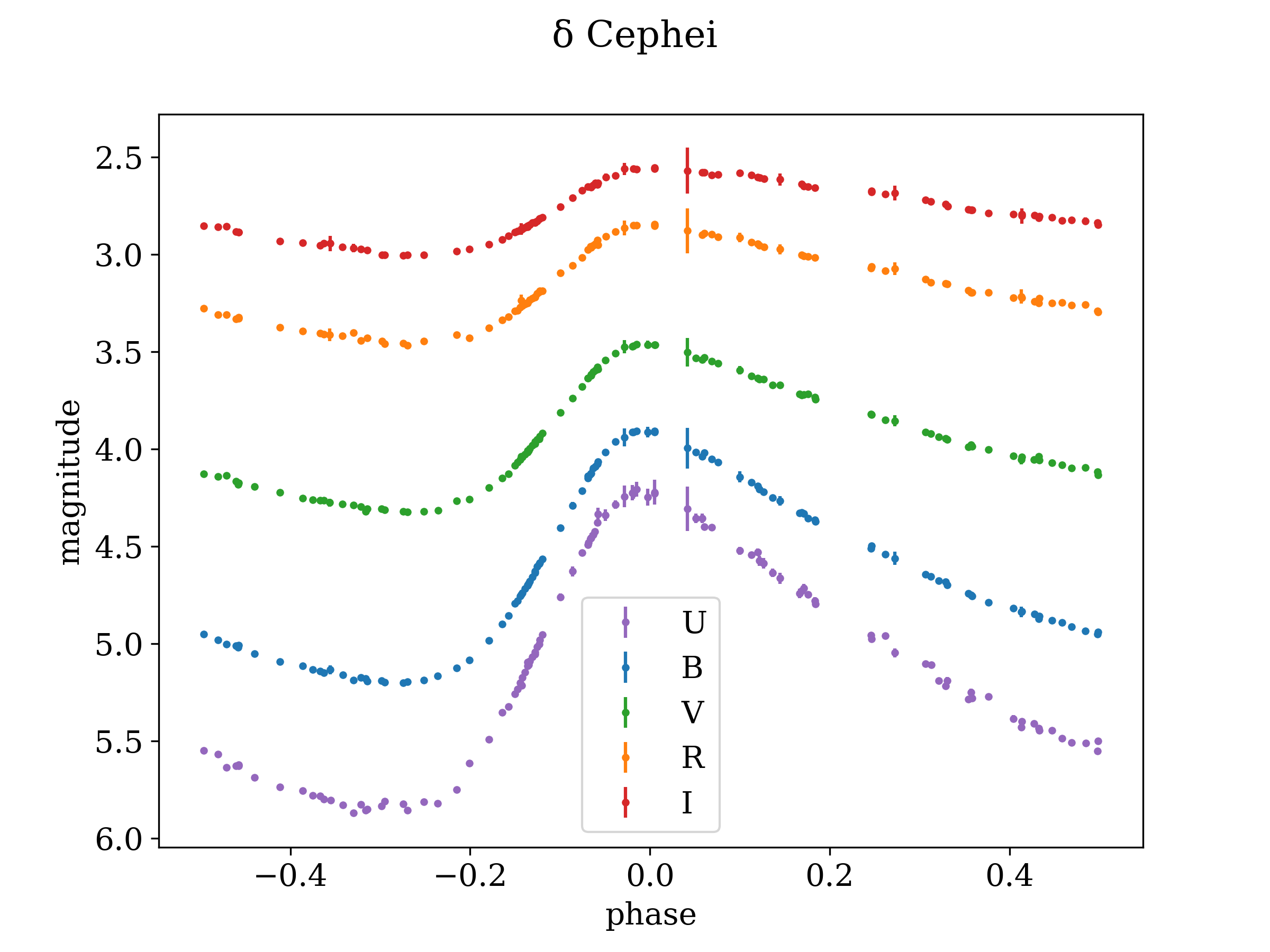
Curvas de luz UBVRI plegadas en fase de Delta Cephei mostrando la magnitud frente a la fase de pulsación.

Debido a que el periodo de esta clase de variable depende de la luminosidad de la estrella, Delta Cephei es de particular importancia como calibrador de la relación periodo-luminosidad, ya que su distancia es ahora una de las más precisamente establecidas para una cefeida. Esta precisión se debe en parte a su pertenencia a un cúmulo estelar y a la disponibilidad de paralajes precisos del Telescopio Espacial Hubble/Hipparcos. Así, en 2002, el Telescopio Espacial Hubble se utilizó para determinar la distancia a Delta Cephei dentro de un 4% de margen de error: 273 parsecs (890 años luz). Sin embargo, un nuevo análisis de los datos de Hipparcos encontró un paralaje mayor que antes, lo que llevó a una distancia más corta de 244 ± 10 pc, que equivale a 800 años luz.

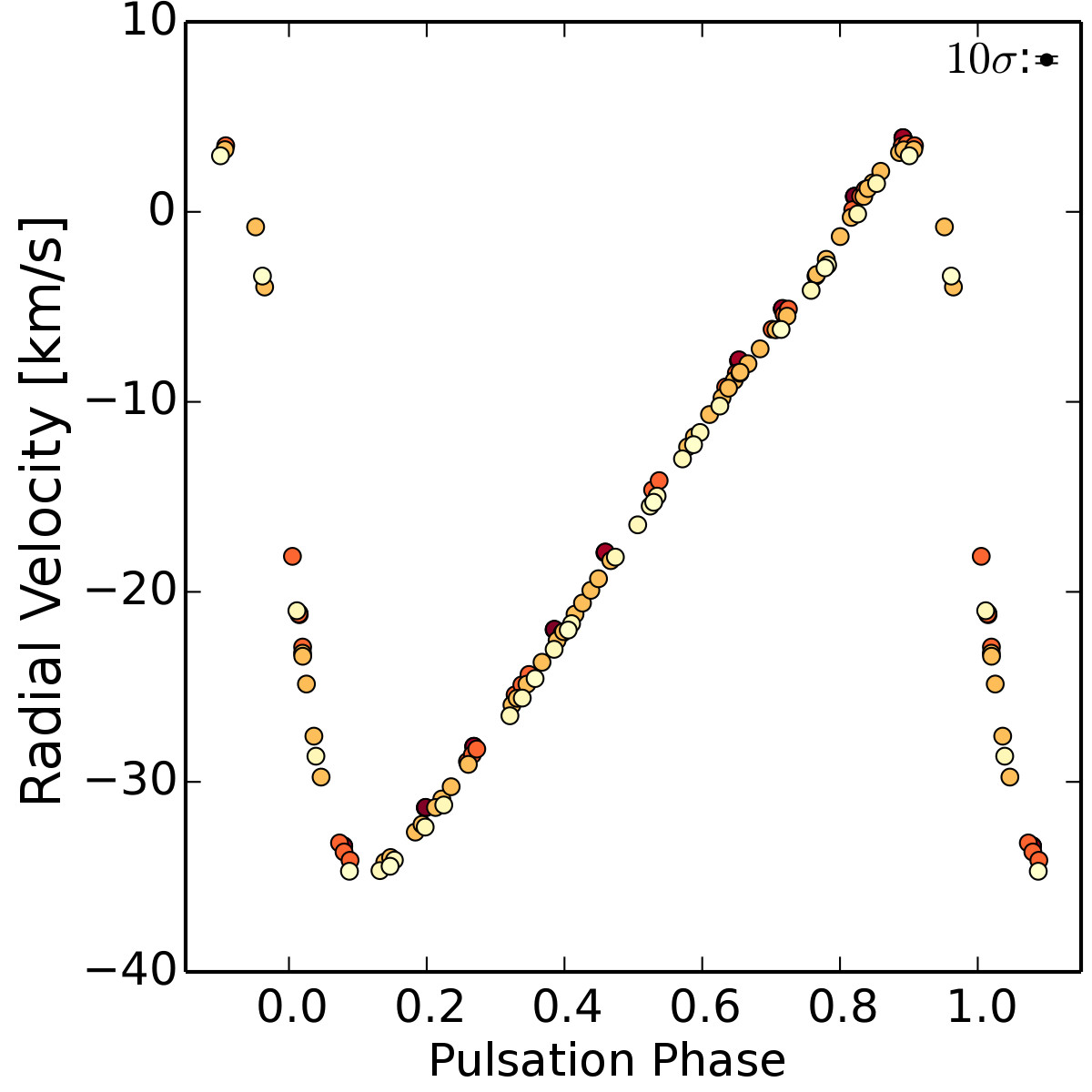
Hermes Curva de Velocidad Radial Curva de Delta Cephei A. El desplazamiento entre puntos de idéntico color se debe a la compañera espectroscópica, Delta Cephei B.

Las mediciones de velocidad radial de Delta Cephei han revelado la presencia de una pequeña estrella espectroscópica compañera en una órbita de 6 años alrededor de Delta Cephei A. La masa de esta compañera es aproximadamente una décima parte de la masa de Delta Cephei y las dos se acercan a 2 unidades astronómicas en pasaje del pericentro. La presencia de esta compañera tendrá que ser tenida en cuenta cuando Gaia mida el paralaje de Delta Cephei (distancia). La compañera visual externa de Delta Cephei C (HD 213307) también puede ser una binaria espectroscópica y astrométrica.
Se cree que las estrellas de este tipo se forman con masas de 3 a 12 veces la del Sol, y luego han pasado por la secuencia principal como estrella de tipo B. Con el hidrógeno consumido en su región central, estas estrellas inestables están pasando ahora por etapas posteriores de combustión nuclear. La masa estimada de Delta Cephei, derivada del índice de color, es 4,5 ± 0,3 veces la masa del Sol. En comparación, la masa derivada de los modelos evolutivos es de 5,0 - 5,25 veces la masa del Sol. En esta etapa de su evolución, las capas externas de la estrella se han expandido hasta alcanzar una media de 44,5 veces la circunferencia del Sol.

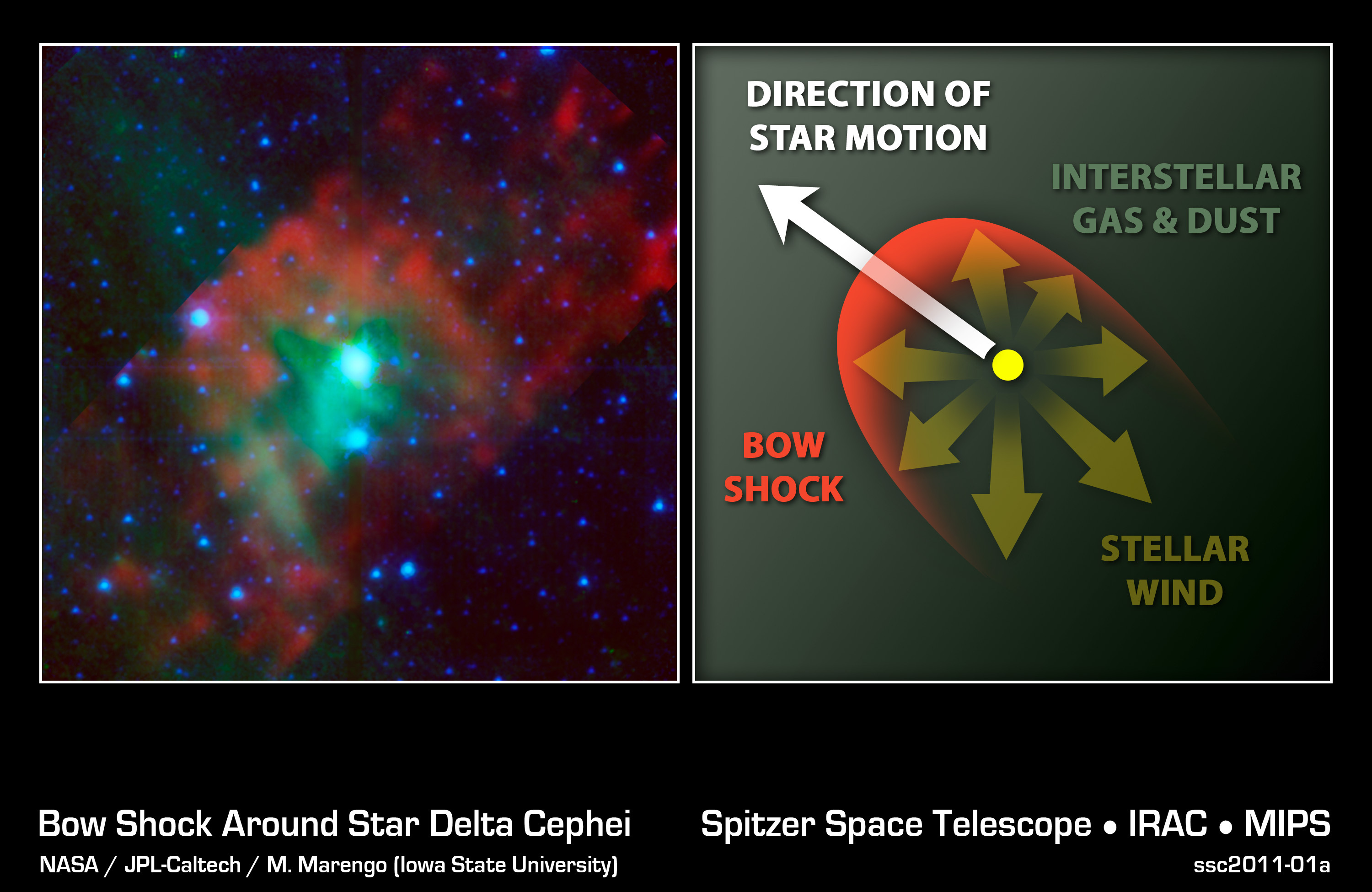
Bow shock around Delta Cephei

Delta Cephei emite con una luminosidad que es unas 2,000 veces más grande que la luminosidad del Sol de la atmósfera exterior. Ello produce un fuerte viento estelar, el cual combinado con las pulsaciones y shocks en la atmósfera de la estrella, eyecta masa a un ritmo de (1.0 ± 0.8) × 10−6 masas solares por año, o el equivalente a la masa del Sol aproximadamente cada millón de años. Esta materia fluye hacia el exterior a una velocidad de unos 35 km s−1. El resultado de este gas expelido es la formación de una nebula de un diámetro de unos 1 parsec, centrada en Delta Cephei, y conteniendo 0.07–0.21 masas solares de  hidrógeno neutro. Se está formando un bow shock en la zona donde el viento estelar está colisionando con el medio interestelar circundante.
La velocidad peculiar de Delta Cephei es 13,5 ± 2,9 km s-1 en relación con sus vecinas. Se sospecha que es un miembro del cúmulo estelar Cep OB6, y por lo tanto puede tener la misma edad que el cúmulo: unos 79 millones de años. A una separación angular de 40 segundos de arco de Delta Cephei hay una estrella compañera de 7,5 magnitud con el identificador HD 213307, llamada componente C en los catálogos de estrellas múltiples, que es visible en telescopios pequeños. La propia HD 213307 es un sistema estelar binario con una clasificación estelar combinada de B7-8 III-IV. Está calentando la materia expulsada por el viento estelar de Delta Cephei, lo que hace que el material circundante emita radiación infrarroja.

## Variabilidad intrínseca
.

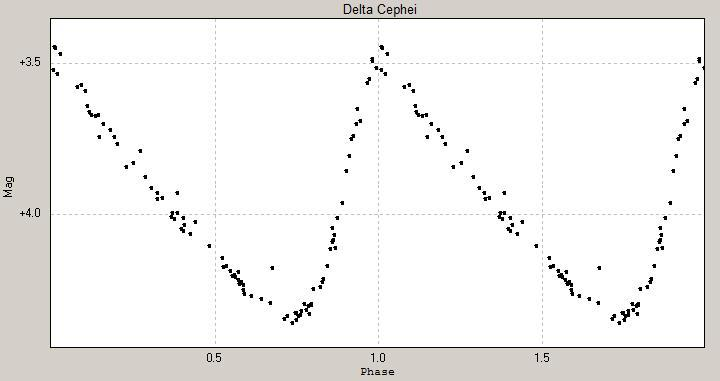
Curva de luz de Delta Cephei: variación de su magnitud en función de su fase

A diferencia de Algol, una estrella binaria eclipsante, la variabilidad de Delta Cephei A se debe a las pulsaciones de la estrella. Varía de una magnitud de 3,6 a 4,3, y su tipo espectral también fluctúa entre F5 y G3. El período es de 5,366 34 días; la evolución hacia el máximo es más rápida que el declive hacia el mínimo. Más tarde se descubrió que existen dos tipos de cefeidas, y Delta Cephei se conoce hasta hoy como de tipo I (clásica).
Se cree que las estrellas de este tipo se forman con masas que oscilan entre 3 y 30 veces la del Sol, y luego pasan por la secuencia principal como estrellas de tipo B. Una vez agotado el hidrógeno de sus núcleos, estas estrellas inestables han alcanzado una fase más avanzada de fusión nuclear.

### Uso como vela estándar
El conocimiento de la distancia a Delta Cephei y otras de su tipo es esencial para calibrar su relación periodo-luminosidad; estos esfuerzos se han visto obstaculizados hasta ahora por la precisión del paralaje. Sin embargo, en 2002, se utilizó el Telescopio Espacial Hubble para determinar la distancia a Delta Cephei (y RR Lyrae, otra vela estándar) con una precisión del 4 %: 273 parsecs, u 890 años-luz.